# Храм Успения Девы Марии (Нижний Новгород)
Храм Успения Пресвятой Богородицы — католический храм в городе Нижний Новгород (Россия). Административно относится к католической архиепархии Божьей Матери, возглавляемой архиепископом Паоло Пецци. 
Настоящий храм хронологически является третьим католическим храмом в Нижнем Новгороде. Предыдущие два храма имеют различную историю. Первый храм Успения Богородицы в Нижнем Новгороде, построенный в 1861 году, был разрушен в 30-х годах XX столетия. Второй храм, строительство которого было начато в 1914 году, был закрыт в 1929 году. В настоящее время в его перестроенном здании находится государственное учреждение. Действующий ныне католический храм Успения Богородицы находится по адресу улица Студёная, 10 б.

## История
Первые католики в Нижнем Новгороде появились в XVII веке. Они селились в так называемой Панской слободе. В XIX веке на Нижегородской ярмарке торговали купцы из Франции; после Отечественной войны 1812 года в Нижнем Новгороде осталось небольшое количество французских пленных. После польского восстания 1830 года в Нижний Новгород направлялись в ссылку участники восстания, которые составили первую устойчивую католическую общину в городе. С 1833 по 1836 гг. в Нижнем Новгороде стали открываться престижные учебные заведения: Александровский дворянский институт, Мариинский институт благородных девиц. В этих учебных заведениях обучались лица разных национальностей, для которых было обязательно прикомандировано духовенство различных христианских конфессий. В это время для духовного окормления католиков в Нижнем Новгороде стали приезжать католические священники из Казани, Саратова и Москвы.

### Первый храм
В 1837 году купцы католического вероисповедания, торговавшие на Нижегородской ярмарке, подали прошение местным властям о разрешении строительства католической часовни на территории ярмарки. В 1861 году завершилось строительство первой церкви Успения Богородицы на Зеленском съезде у подножия кремлёвского холма. Настоятелем церкви был назначен священник С. Будревич. В 1920 году храм был закрыт, а в 1930-е годы разрушен в связи с расширением съезда.

### Второй храм

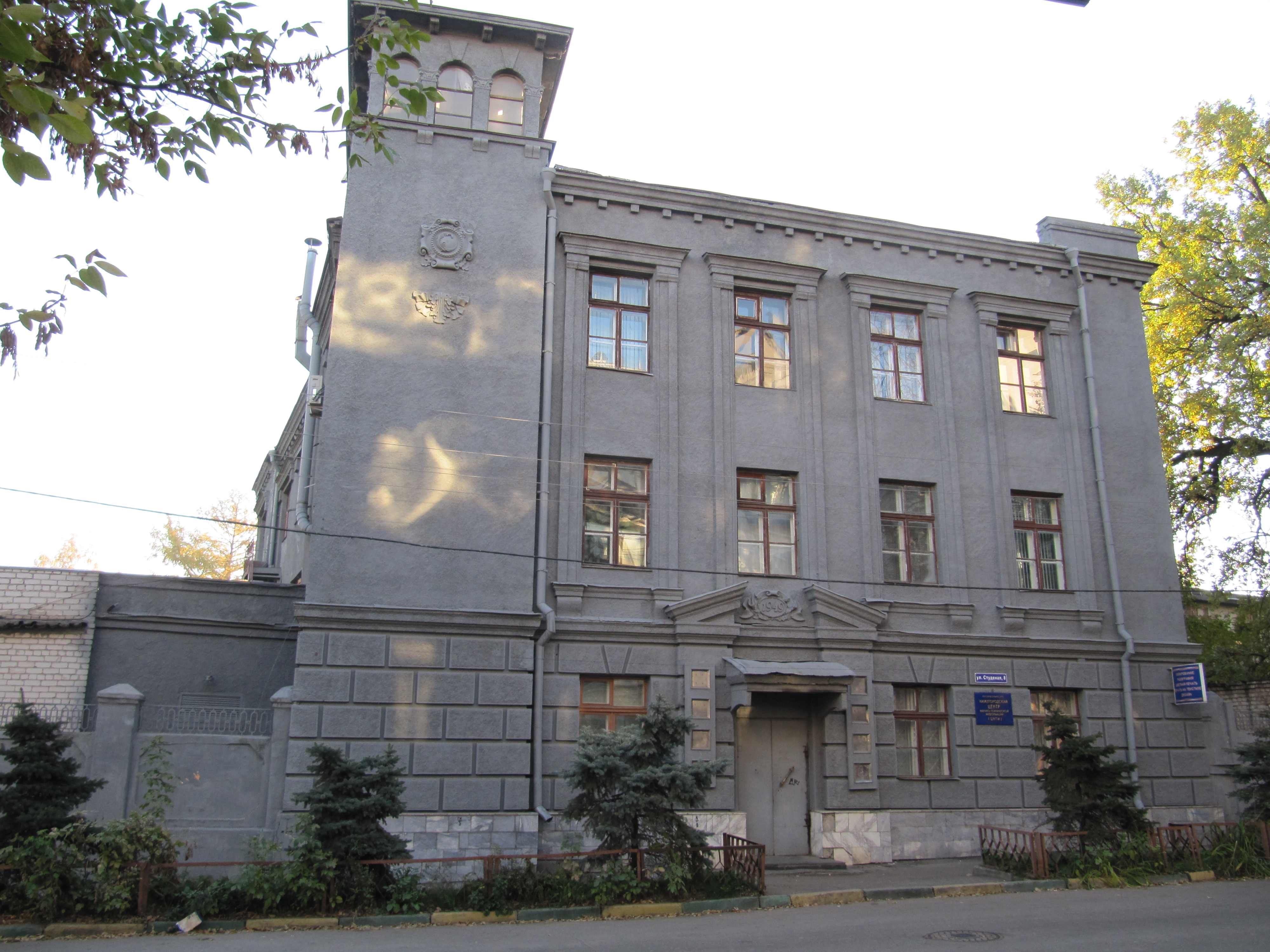
Центр научно-технической информации — бывший второй католический храм Нижнего Новгорода

После польского восстания 1861—1863 гг. в Нижний Новгород стали массово выселяться польские повстанцы, которые значительно увеличили численность местной католической общины, что привело к необходимости строительства ещё одного католического храма. В 1914 году католическая община получила в дар земельный участок от священника Петра Битны-Шляхто. Первоначально планировалось строить храм в псевдоготическом стиле с высокими башнями, однако начавшаяся Первая мировая война помешала строительству запланированной церкви. В итоге был сооружён более простой и низкий храм, в котором совершались богослужения до 1929 года. Настоятель прихода о. Антоний Дземешкевич был сослан на «Соловки» и расстрелян 3 ноября 1937 года в Сандормохе. В 1949 году в церкви было размещено общежитие, потом — радиоузел. В 1960 году здание было передано Нижегородскому центру научно-технической информации (ЦНТИ).

### Третий храм
10 февраля 1994 года в Нижнем Новгороде была зарегистрирована католическая община. Городская администрация не вернула католической общине сохранившийся, но значительно перестроенный католический храм, предоставив для богослужений помещение бывшей конюшни, находившейся по соседству. 30 ноября 1997 года часовня Успения Богородицы, располагавшаяся в бывшем домике священника, была освящена архиепископом Тадеушем Кондрусевичем. Настоятелем часовни был назначен священник из Аргентины Марио Бевератти. 28 декабря 1998 года приход получил оставшуюся часть бывшей конюшни, где после реставрации разместился нынешний храм.
9 января 2000 года архиепископ Тадеуш Кондрусевич освятил храм во имя Успения Пресвятой Богородицы. 24 сентября 2005 года в приход для работы прибыли монахини из монашеской конгрегации «Сёстры святого Феликса» (CSSF).
25 сентября 2017 года католический приход возглавил священник Георгий Кромкин.
Современное здание церкви Успения Богородицы в Нижнем Новгороде расположено в историческо-архитектурном памятнике «Усадьба М. Н. Щелокова». В 2004 году администрация города разрешила расширить здание. Была увеличена алтарная часть, построена полукруглая алтарная апсида и обустроен главный вход со стороны улицы Звездинка.
На момент 2023 года в Нижнем Новгороде насчитывается около 10 000 католиков. 

## Духовенство
- Настоятель храма — Георгий Кромкин[4].

## Галерея

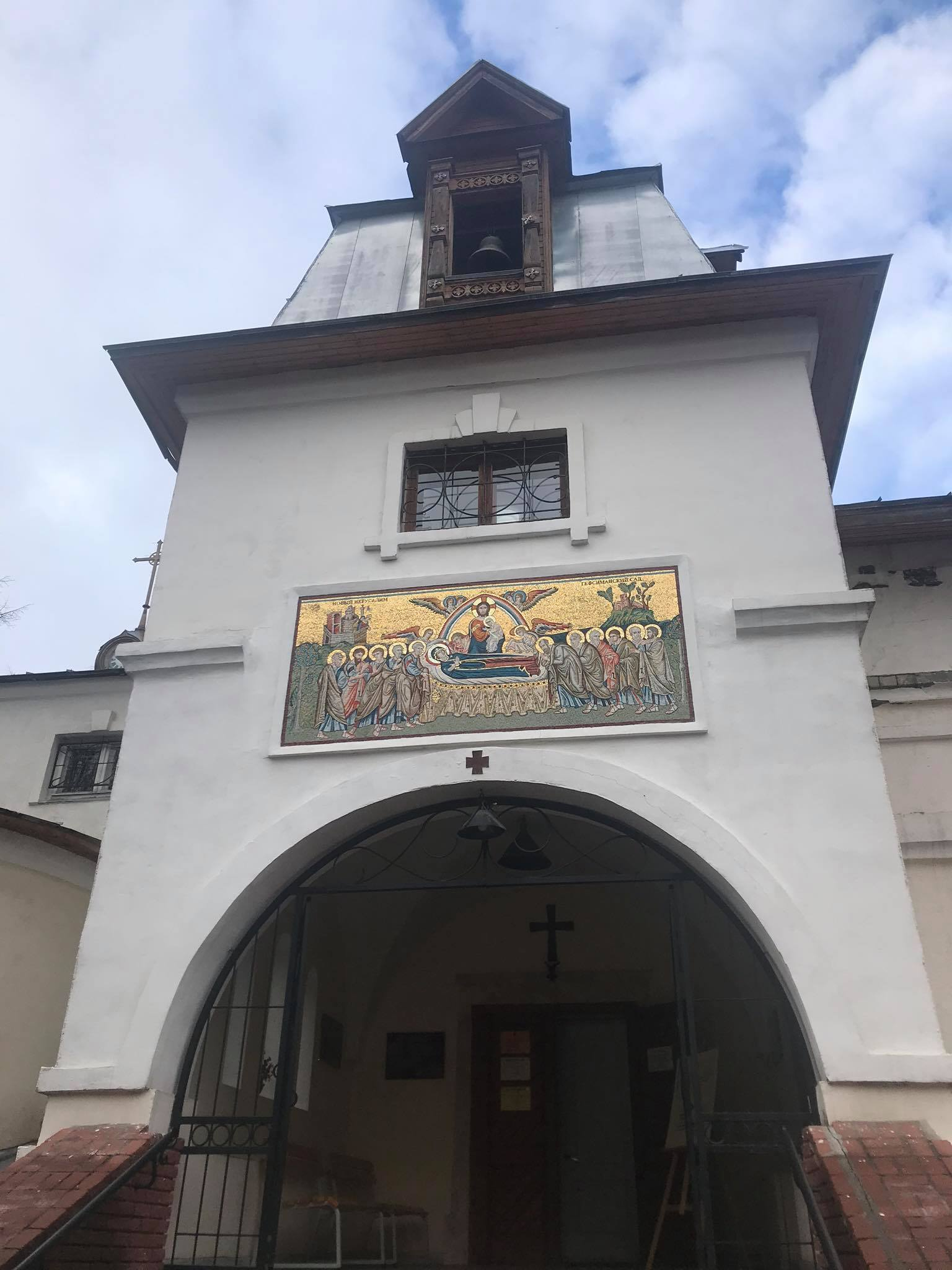
Мозаика «Успение Пресвятой Богородицы» на фасаде храма
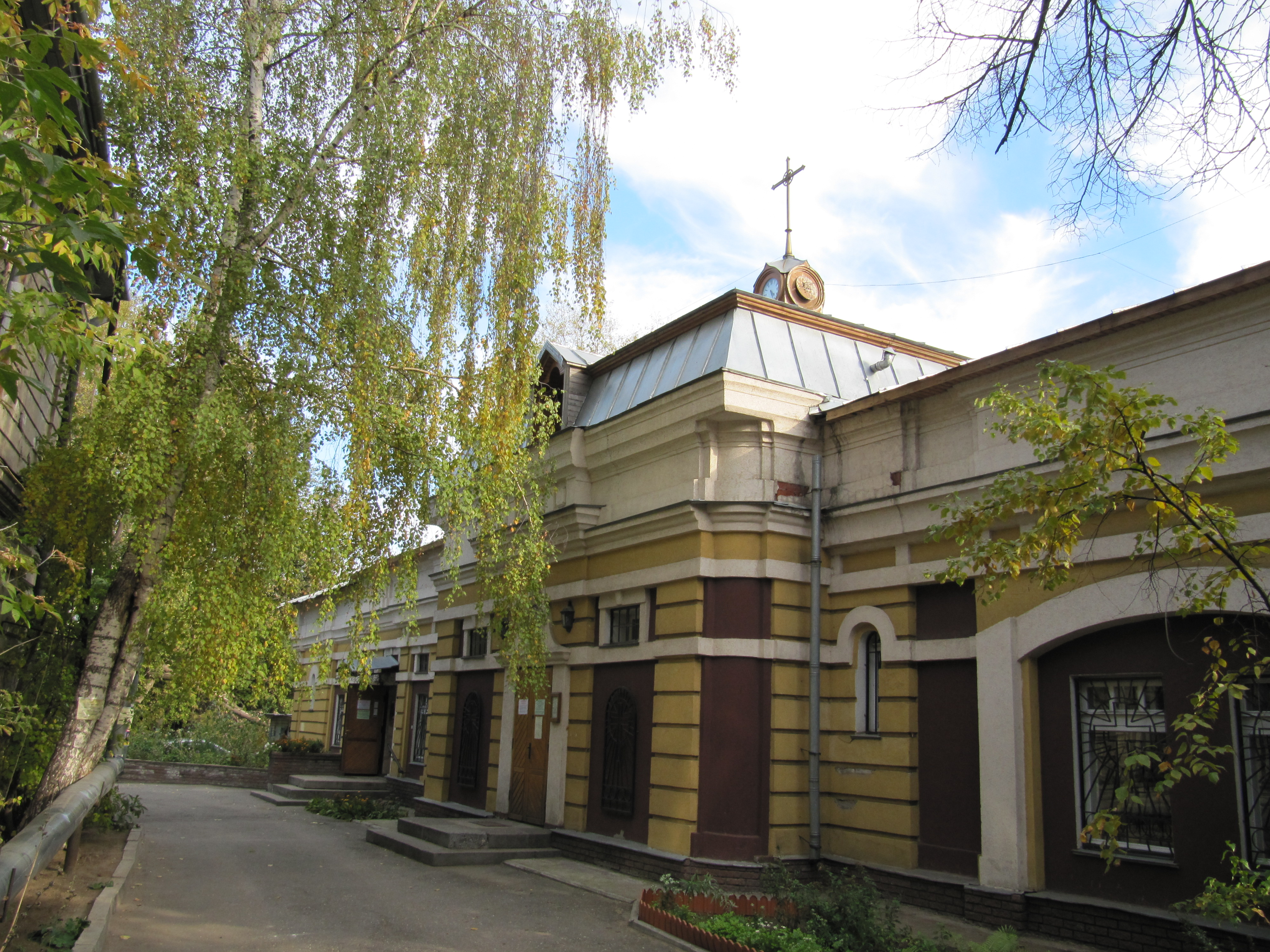
Вид храма со двора
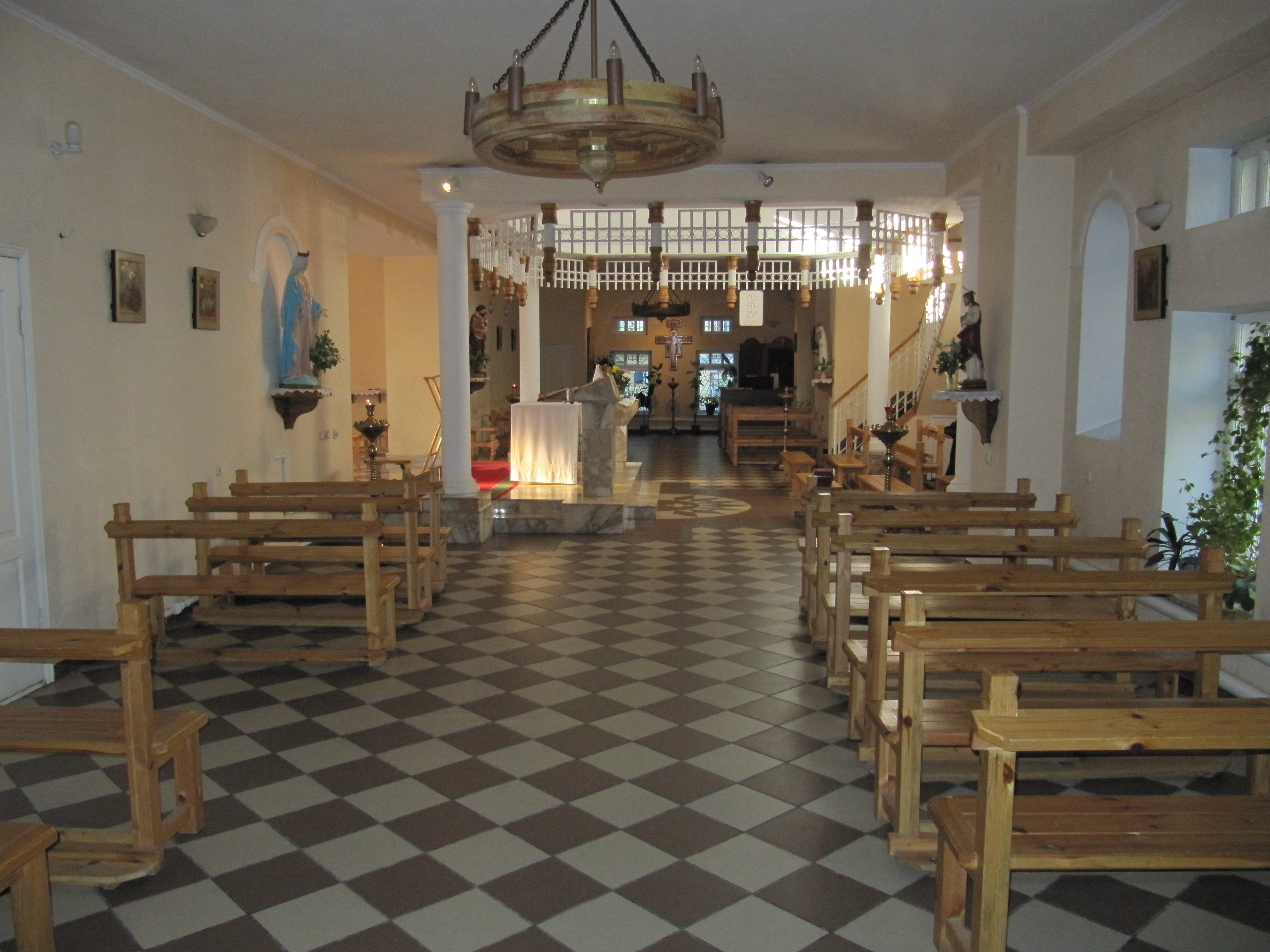
Внутри церкви Успения Богородицы
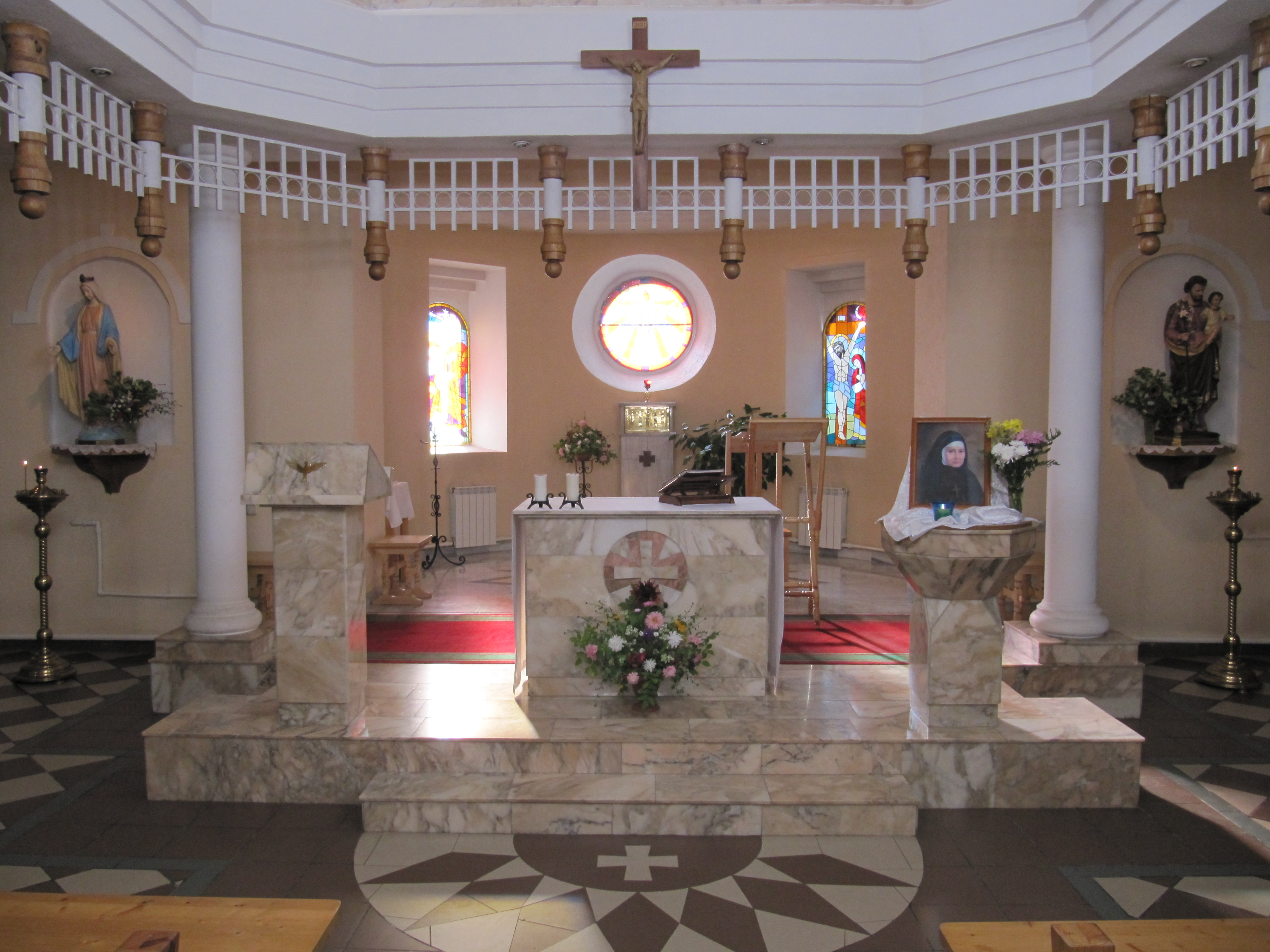
Алтарь
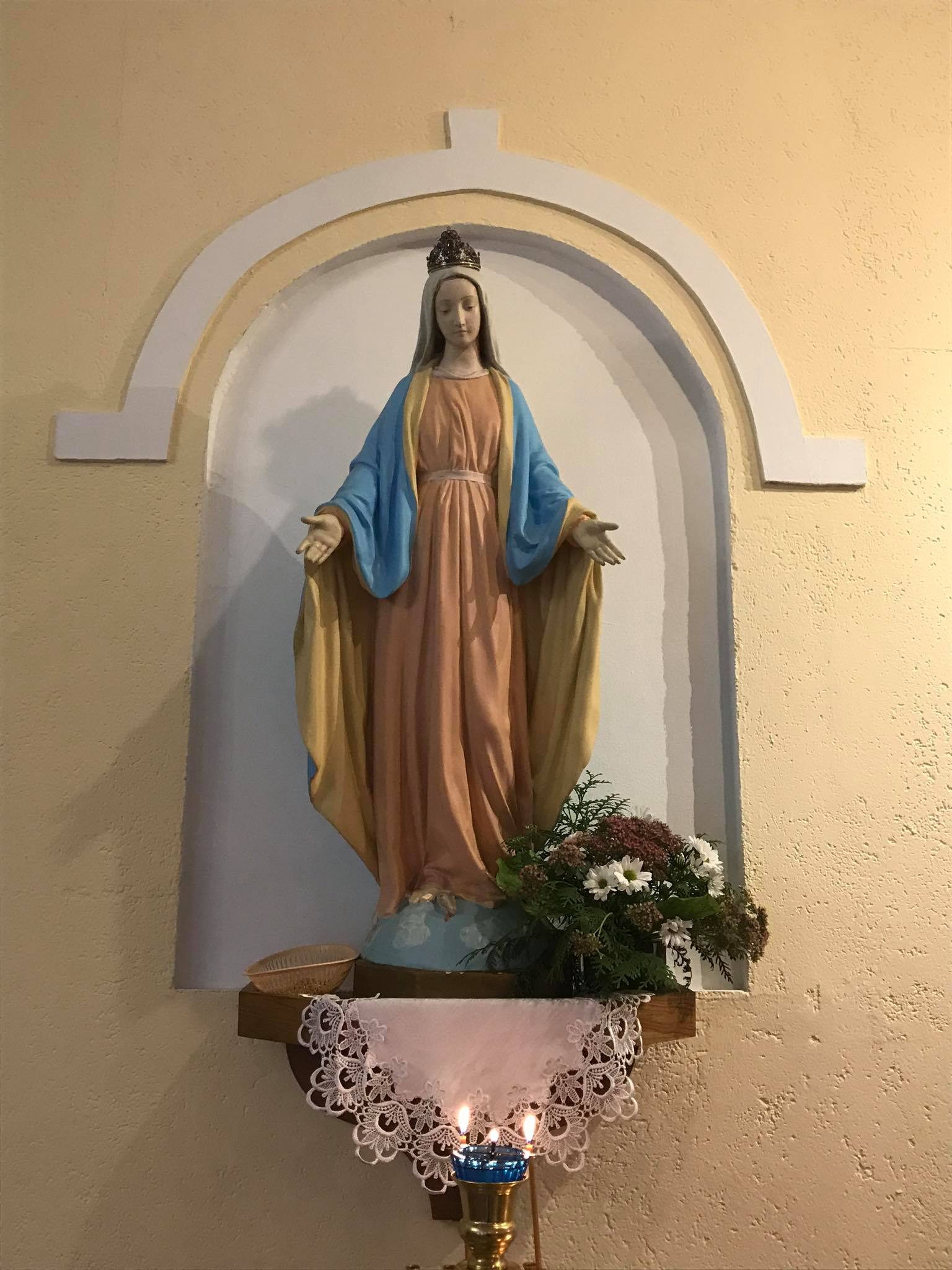
Статуя Девы Марии